# ÖPP-Beschleunigungsgesetz
Das ÖPP-Beschleunigungsgesetz ist ein deutsches Artikelgesetz. Es sollte die Umsetzung Öffentlich-Privater Partnerschaften (ÖPP bzw. PPP) beschleunigen und gesetzliche Rahmenbedingungen verbessern. Weil Wirtschaftsberater in der Gesetzentwurfsphase große Chancen der Einflussnahme hatten, ist es auch Ziel von Lobbykritikern.

## Inhalt des Gesetzes
Das Artikelgesetz führte den wettbewerblichen Dialog (§ 6a VgV) zwischen Wettbewerbern und öffentlichem Auftraggeber ein. Es ordnete die im Vergabe- und Kartellrecht verwendete Begrifflichkeit des „Dienstleistungsauftrag“ (§ 99 Abs. 6 GWB) neu ein. Die Mautgebührenvergabe bei sog. F-Modellen (FStrPrivFinG) wurde neu gefasst. Daneben wurde die Bundeshaushaltsordnung (§ 63 BHO) dahingehend geändert, dass auch Immobiliarvermögen des Bundes, das zwingend zur Aufgabenerfüllung benötigt wird, veräußert werden kann, soweit die Aufgabenerfüllung weiterhin sichergestellt ist. Flankierend dazu wurden die auf Seiten der Privatwirtschaft notwendigen Änderungen hierfür im Grunderwerbsteuergesetz, im Grundsteuergesetz und im Investmentgesetz eingestellt.

## Entstehung des Gesetzes

### Berater aus der Wirtschaft schreiben am Gesetzesentwurf

Die langjährigen Monitormitarbeiter Sascha Adamek und Kim Otto berichteten über ihre Recherchen zum Lobbyeinfluss beim Gesetz sowohl in dem ARD-Politikmagazin (Bild: Sendungslogo) als auch in ihrem Buch „Der gekaufte Staat“.

Die SPD-Bundestagsfraktion beauftragte im Dezember 2002 ihren Abgeordneten Michael Bürsch mit der Bildung einer ÖPP-Arbeitsgruppe (später Arbeitsgruppe „ÖPP-Beschleunigungsgesetz“), die am 4. Oktober 2004 mit der Erarbeitung eines Gesetzentwurfes zur erleichterten Privatisierung öffentlicher Aufgaben beauftragt wurde. In diesem Planungsauftrages heißt es, dass mit einem Gutachten von PricewaterhouseCoopers und Freshfields Bruckhaus Deringer für das Bundesministerium für Verkehr, Bau- und Wohnungswesen schon detaillierte Vorschläge vorlägen, „die mit Nachdruck durch den Gesetzgeber und die Bundesregierung aufgegriffen werden müssten.“
(Bestrebungen ÖPP in Deutschland voranzubringen gibt es indes schon länger. So wurde bereits im April 2001 von Bundeskanzler Gerhard Schröder eine ÖPP-Arbeitsgruppe auf interministerieller Ebene eingesetzt).
Bürsch sagte den Autoren (Adamek und Otto) des Buchs „Der gekaufte Staat“, dass ein Gesetzesentwurf zwar üblicherweise aus dem Finanzministerium komme, allerdings wären die Beamten dort „von der ganzen Materie PPP nicht besonders angetan“, weshalb er in seine Arbeitsgruppe zum großen Teil auch Berater aus der Wirtschaft eingeladen habe. In einem Artikel über den pragmatischen Umgang mit Lobbyismus schreibt Bürsch, dass „wegen der lukrativen Geschäfte, die privaten Investoren in öffentlich-privaten Partnerschaften winken, das ÖPP-Beschleunigungsgesetz für Lobbyverbände von großem Interesse sein würde.“ In der Arbeitsgruppe wirkten dann auch internationale Anwaltskanzleien und Wirtschaftsberater sowie Lobbyverbände der Banken- und der Baubranche mit. Vertreter aus Politik und Ministerien waren zahlenmäßig unterlegen. Für die Buchautoren Adamek und Otto ist es bei der zahlenmäßigen Verteilung der Arbeitsgruppenmitglieder somit nicht verwunderlich, dass ein derart privatisierungsfreundliches Gesetz herauskommt. NGOs, die einer Privatisierung öffentlicher Aufgaben kritisch entgegenstehen, waren gar nicht vertreten.
Michael Bürsch ist der Auffassung, dass für die Arbeitsgruppe alle relevanten Interessengruppen eingeladen worden seien. Den Lobbyismusvorwürfen entgegnet Bürsch: „Ein paar realitätsresistente Kritiker“ würden bis heute hartnäckig behaupten, „das Parlament hätte sich das ÖPP-Beschleunigungsgesetz direkt von Anwaltskanzleien und Lobbyvertretern aufschreiben lassen und anschließend abgenickt. Man steht immer gut da mit solcher Kritik, löst sie doch beim breiten Publikum den Reflex aus, dem politischen System moralische Verkommenheit und dem einzelnen Abgeordneten Korrumpierbarkeit zu unterstellen.“ Er verteidigt die Einbeziehung der Wirtschaftsvertreter in der Gesetzentwurfsphase: Politik ohne Lobbyismus würde dazu führen, dass das „Raumschiff Bundestag“ Gesetze erließe, „die erst nach ihrer Verabschiedung auf den harten Erdboden der gesellschaftlichen Wirklichkeit“ träfen.
Einer der mitwirkenden Lobbyisten hat verhältnismäßig offen über seine eigenen Tätigkeiten bei der Gesetzesvorbereitung gesprochen, siehe dazu den Artikel zu Dr. Kornelius Kleinlein. Er bestätigt, dass sich den Beteiligten in der Gesetzentwurfsphase natürlich sehr viel mehr Möglichkeiten zur Einflussnahme geboten hätten.
Das Gesetz, das in der Arbeitsgruppe entwickelt wurde, ist später auch verabschiedet worden.

#### Mitglieder der SPD-Arbeitsgruppe „ÖPP-Beschleunigungsgesetz“

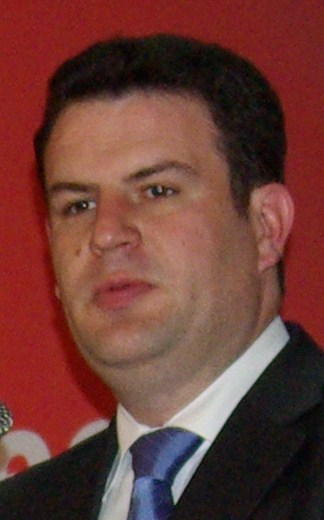
Innerhalb der ÖPP-Arbeitsgruppe gab es die Arbeitsgruppe Vergaberecht. Deren Leitung übernahm der SPD-Abgeordnete Hubertus Heil (Bild).

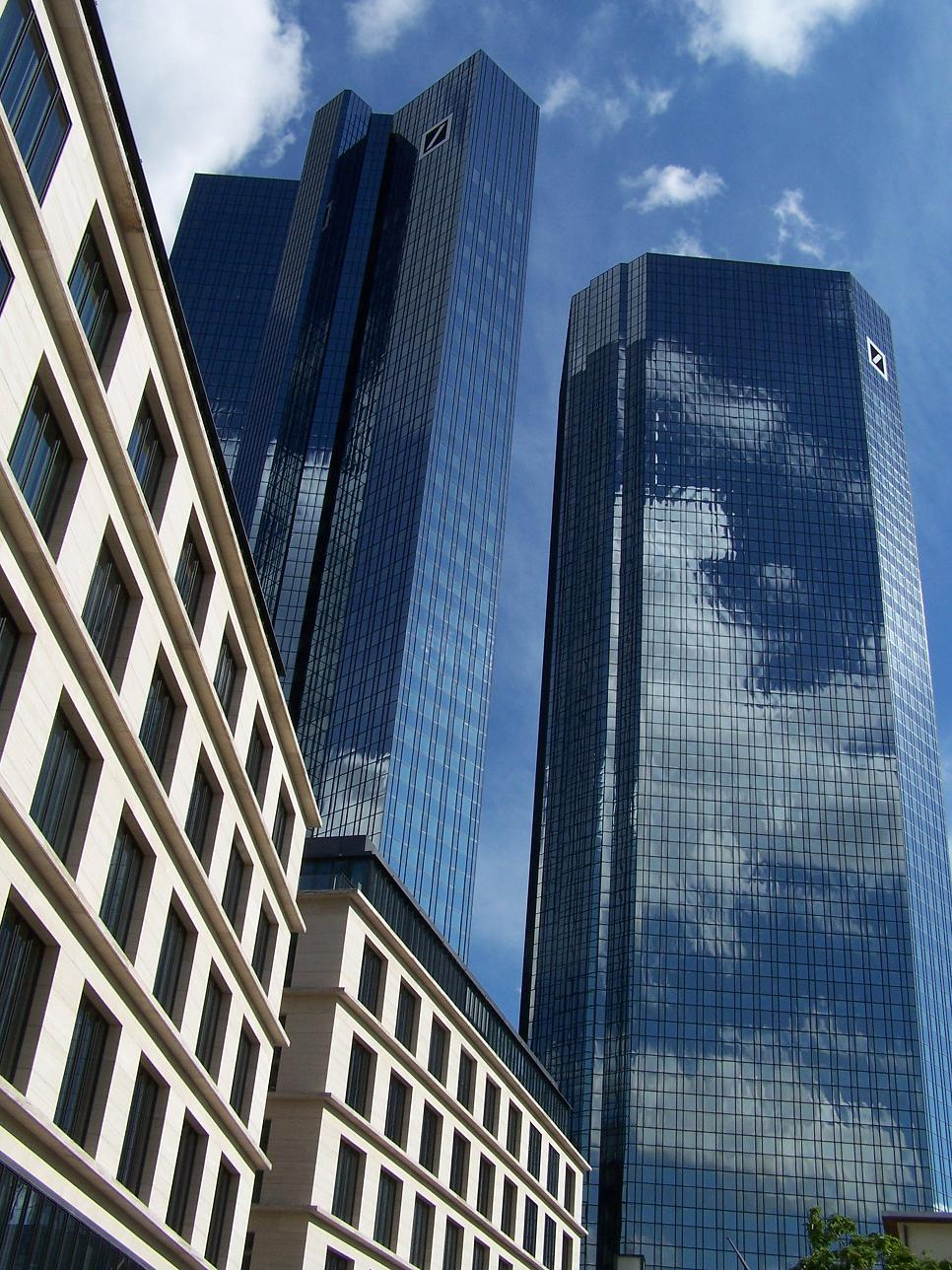
Der Bundesverband Deutscher Banken arbeitete am Gesetz in der ÖPP-Arbeitsgruppe ebenfalls mit. Er wünscht sich einen stärkeren politischen Willen für ÖPP-Projekte und fordert unter anderem die unterschiedliche steuerliche Behandlung von öffentlicher Hand und Privaten zu beenden. (Bild: Zwillingstürme der Deutschen Bank)

40 Vertreter aus Politik und Ministerien, darunter
- Bundestagsabgeordnete der SPD und von Bündnis 90/Die Grünen
- und Vertreter des

- Bundesministeriums der Verteidigung
- Bundesministeriums für Wirtschaft und Arbeit
- Bundesministeriums für Verkehr, Bau- und Wohnungswesen
- Bundesministeriums des Innern
- Bundesministeriums der Finanzen
- Bundesministeriums der Justiz
- Finanzministeriums Rheinland-Pfalz
- und Vertreter der beiden „PPP-Task Forces“ des Bundesverkehrsministeriums und des Finanzministeriums Nordrhein-Westfalen

und 60 Berater verschiedener Wirtschaftsorganisationen:
- Verkehrsinfrastrukturfinanzierungsgesellschaft
- BWS GmbH
- Linklaters Oppenhoff & Rädler
- Hammonds
- Bundesverband Investment und Asset Management e.V. (BVI)
- BwConsulting GmbH
- Bundesverband deutscher Banken
- Zentralverband Deutsches Baugewerbe
- PricewaterhouseCoopers
- Freshfields Bruckhaus Deringer
- Deutsche Bank AG
- KPMG und KPMG Corporate Finance
- Bundes-SGK
- Hauptverband der Deutschen Bauindustrie e.V.
- Westdeutsche Kommunal Consult GmbH
- NORTON ROSE
- Bundesverband Öffentlicher Banken Deutschlands
- Servatius Rechtsanwälte
- VBD Beratungsgesellschaft für Behörden mbH
- Serco GmbH & Co. KG
- Landesbank Hessen-Thüringen
- Karl-Ludwig Schmiing (Kölner Berater)
- Verband deutscher Hypothekenbanken
- Deloitte & Touche
- Clifford Chance

### Kontroverse um Einfluss einer externen Mitarbeiterin im Ministerium

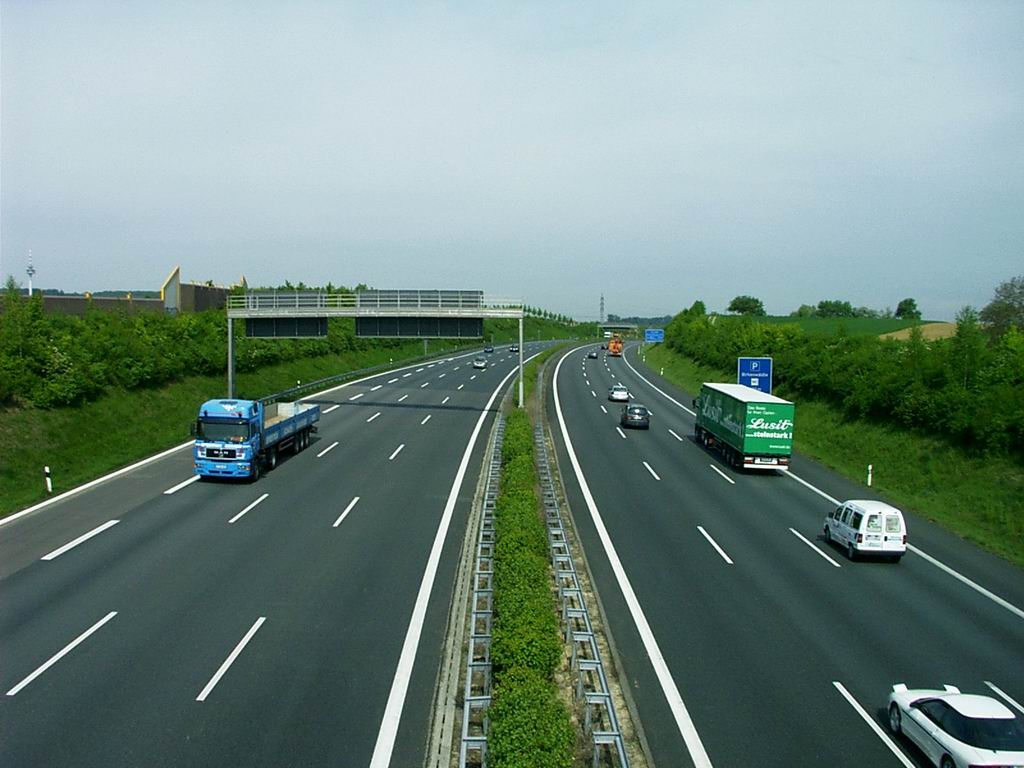
Zahlreiche Möglichkeiten zur Mitgestaltung am Gesetz boten sich dem Hauptverband der Deutschen Bauindustrie. Er wünscht sich, dass die Politik beim Ausbau des Fernstraßennetzes öfters ÖPP-Modelle nutzt. (Bild: A8)

Bereits reichlich ein Jahr vor Verabschiedung des Gesetzes wurde beim Bundesverkehrsministerium die PPP-Task Force gegründet, die Ende Februar 2009 in die ÖPP Deutschland AG übergangen ist. Die PPP-Task Force hatte sich zum Ziel gesetzt, ÖPP in Deutschland voranzubringen. Auch hier bringen Adamek und Otto Kritik an: Im Zentrum ihrer Lobbyismusvorwürfe steht hier Susanne Vollrath, eine externe Mitarbeiterin im Bundesministerium für Verkehr, Bau- und Wohnungswesen. Eingesetzt in der PPP-Task Force sollte sie unter anderem Vergabestandards für Kommunen, Länder und den Bund mitentwickeln – bezahlt vom Hauptverband der Deutschen Bauindustrie. Die Kritiker sind der Meinung, dass es für das Gesetz sicherlich von Vorteil war, dass Frau Vollrath an entsprechender Stelle saß. Heiko Stiepelmann, der Geschäftsführer des Arbeitgebers der Mitarbeiterin, bestätigt, dass man so viel eher bei der Entwicklung von ÖPP-Maßnahmen beteiligt sei. Der Hauptverband der Deutschen Bauindustrie hätte einen Arbeitsvertrag mit dem Ministerium, Frau Vollrath arbeite im Interesse der Bundesrepublik Deutschland.
Die Bundesregierung antwortete den Kritikern, dass die Darstellung einseitig sei und dass die Motive für den Informations- und Erfahrungsaustausch nicht zutreffend dargestellt würden. Das Bundesministerium für Verkehr, Bau und Stadtentwicklung sei bei spezifisch technischen Fragestellungen und im Bereich der Weiterentwicklung von Finanzierungsmöglichkeiten im Zusammenhang mit Public Private Partnership auf eine intensive Kommunikation mit Vertretern der Wirtschaft angewiesen. Ebenso erforderten die Aufgaben des Bundesministeriums für Wirtschaft und Technologie auf allen Ebenen einen Kontakt zu Unternehmen und Verbänden. Aus diesem Grund praktiziere das Ministerium seit mehr als 30 Jahren einen Personaltausch mit Wirtschaftsunternehmen und Verbänden.

### Gesetzesverabschiedung
Das Gesetz wurde am 30. Juni 2005 vom Deutschen Bundestag mit den Stimmen der Fraktionen der SPD und von Bündnis 90/Die Grünen sowie bei Stimmenthaltung der Fraktionen der CDU/CSU und der FDP verabschiedet. Bei den Grünen gab es allerdings auch sechs Abgeordnete, die dem ÖPP-Beschleunigungsgesetz aufgrund eines „mangelhaften Gesetzgebungsverfahrens“ und „inhaltlicher Mängel“ nur mit schweren Bedenken zustimmen konnten. Der Bundesrat stimmte dem Gesetz in seiner Sitzung vom 8. Juli 2005 zu.

## Eckpunkte des Gesetzes mit inhaltlichem Pro und Contra

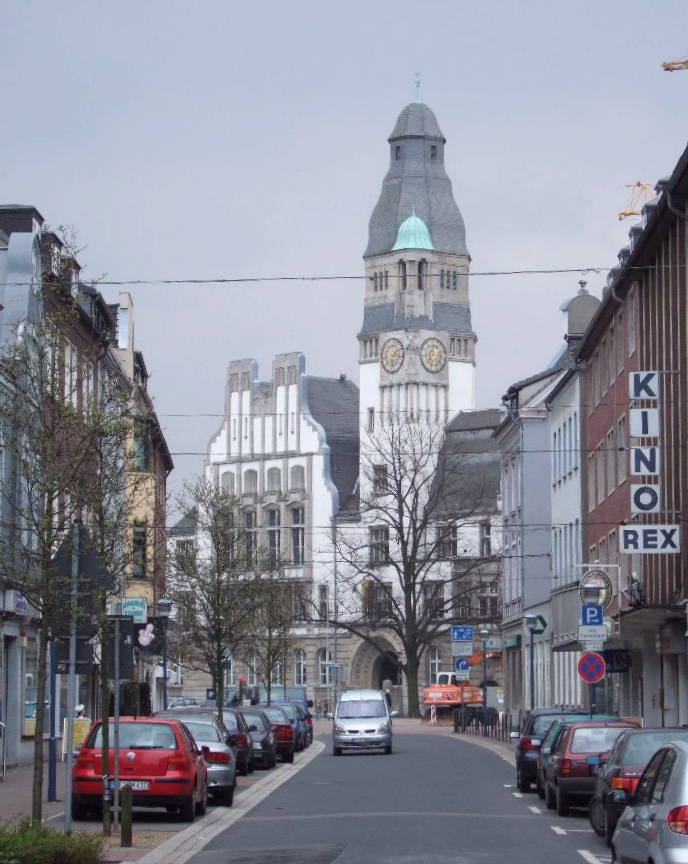
ÖPP-Projekt Rathaus Gladbeck: Die Stadt hat mit einem Bauunternehmer einen Vertrag über den Zeitraum von 25 Jahren über Bau, Betrieb und Vermietung eines modernen Anbaus abgeschlossen.

- Das Verbot Eigentum des Staates zu privatisieren wurde gekippt.

- Pro: Der Weg für ÖPP als alternativen Beschaffungsweg müsse geebnet werden.
- Contra: Es werde ermöglicht öffentliche Gebäude zu „verscherbeln“.

- Beim Kostenvergleich wird den konventionellen Angeboten ein Risikozuschlag aufgerechnet.

- Pro: Konventionelle Baumaßnahmen würden häufig teurer als geplant. Somit gäbe es einen gerechteren Vergleich.
- Contra: ÖPP solle so künstlich schöngerechnet werden.

- Der Begriff des Wettbewerblichen Dialogs wird definiert und in die Vergabe von ÖPP-Projekten aufgenommen.

- Pro: Der Wettbewerb solle gewährleistet sein und der Dialog über komplexe Aspekte des Auftrages mit allen beteiligten Unternehmen sei nötig.
- Contra: Vor allem bei großen Aufträgen gibt es nur wenige Angebote, somit könne es keinen Wettbewerb geben. Der Dialog berge die Gefahr von Verfahrensfehlern und Ungleichbehandlung.

- Die Kompetenz der Mautgenehmigung wird vom Bund auf die Länder übertragen.

- Pro: In der Gesetzesbegründung der SPD-Arbeitsgruppe findet sich kein Argument, warum die Kompetenz übertragen wird.
- Contra: Die Zersplitterung der Bundesfernstraßenverwaltung durch die Auftragsverwaltung werde zementiert, da künftig 16 Landesbaubehörden zuständig seien. Aufgrund nur weniger geplanter Projekte sei es nicht nötig.

Die allgemeinen Diskussionen um Für und Wider finden sich auch im Artikel zu ÖPP.

## Bestrebungen nach weiteren ÖPP-freundlichen Gesetzen
Gleich nach der Verabschiedung des Gesetzes begannen die Forderungen nach weiteren Maßnahmen zur Förderung von ÖPP. So forderte beispielsweise der damalige Präsident des Bundesverbandes der Industrie Jürgen Thumann noch im September 2005 eine nationale Strategie für eine Vorfahrt für die Privatisierung oder Teilprivatisierung zu schaffen.
Die Forderungen fanden Gehör: Das Bundesverkehrsministerium meldete, dass die schwarz-rote Bundesregierung mit dem Erarbeiten eines „PPP-Vereinfachungsgesetz“ (ÖPP-Beschleunigungsgesetz II) begonnen hätte.

## Weblink
- Das ÖPP-Beschleunigungsgesetz - ein Projekt der SPD-Bundestagsfraktion (PDF; 589 KB), SPD-Hintergrundpapier vom September 2005 (auf der Website des Instituts für Baubetriebslehre an der Universität Stuttgart)